# Rostov-sur-le-Don
Cet article concerne la ville de Russie méridionale. Pour la ville de la Rus', voir Rostov Veliki. Pour les autres significations, voir Rostov (homonymie).
Rostov-sur-le-Don (en russe : Ростов-на-Дону, Rostov-na-Donou, prononcé /rɐˈstof nə dɐˈnu/), communément abrégé en Rostov, est la plus grande ville du Sud-Ouest de la Russie, et le centre administratif du district fédéral du Sud et de l'oblast de Rostov. La ville forme sa propre subdivision en tant qu'okroug urbain au sein de l'oblast. Ses habitants sont appelés les Rostovites.
Fondée par décret de l'impératrice Élisabeth Ire le 15 décembre 1749 a.s., la ville est tout d'abord un poste militaire et de douane dans une région peuplée de Cosaques que l'Empire russe veut peupler et coloniser. En 1778, à la suite de la déportation des Arméniens de Crimée, cette population s'y installe, et parallèlement, la ville militaire devient « la porte du Caucase », acquérant le statut de ville en 1807. La ville s'industrialise dans la seconde moitié du XIXe siècle, et le chemin de fer y arrive en 1870. Pendant la fin de l'Empire russe, elle est le théâtre de pogroms antisémistes, et durant la guerre civile russe, elle est un des quartiers généraux des Armées blanches, avant de tomber aux mains des rouges le 11 février 1920. Rostov est prise par les Allemands à la fin 1941, mais ils l’abandonnent peu après face à la contre-offensive soviétique hivernale, avant de la reprendre à l'été 1942. Elle est libérée par l'Armée rouge le 14 février 1943. Elle regagne une attention particulière dans le cadre de l'invasion de l'Ukraine par la Russie depuis 2022, lorsqu'elle devient un centre logistique stratégique de l'Armée russe. Dans la nuit du 23 au 24 juin 2023, elle est investie par le Groupe Wagner, lors de la rébellion armée du groupe.
Par sa population, elle est la onzième ville du pays avec 1 135 968 habitants en 2023. Son agglomération, avec sa population de 2,1 millions d' habitants, est la sixième de Russie. Elle est située au sud-est de la plaine de l'Europe de l'Est, sur les deux rives du Don, non-loin de son embouchure dans la mer d'Azov. Rostov-sur-le-Don est un grand centre économique, industriel, scientifique, éducatif, culturel, de transport et est la capitale officieuse du sud de la Russie. La ville a une architecture riche et unique, avec du style art nouveau, de l'architecture soviétique, et du plus moderne. Les sites culturels et classés ne se comptent pas, et le musée régional des beaux-arts de Rostov est l'un des plus riches du pays. En 2018, Rostov-sur-le-Don était l'une des villes qui ont accueilli des matchs de la Coupe du Monde de la FIFA.

## Géographie

### Topographie et hydrographie
Rostov-sur-le-Don est une ville russe située dans la plaine d'Europe orientale qui couvre une bonne partie de la Russie européenne. Elle occupe la rive droite du Don, un des principaux fleuves du pays, la rive gauche n'accueillant que quelques établissements industriels, des installations portuaires, des parcs de loisirs et depuis peu le Rostov Arena, le plus grand stade de la ville. Rostov-sur-le-Don se trouve à une cinquantaine de kilomètres de la mer d'Azov dans laquelle le Don se jette. Les limites sud de la ville s'étendent jusqu'au delta par lequel le Don se jette dans la mer d'Azov. Un petit affluent, le Temernik a son confluent avec le Don au niveau de Rostov.
La ville forme une agglomération quasi continue avec les deux villes voisines de Aksaï (42 000 habitants) située au nord-est et Bataïsk (115 000 habitants) au sud. La ville se trouve dans le fuseau horaire UT+3heures. Moscou se trouve à 959 km au nord, Sébastopol en Crimée à 563 km à l'ouest-sud-ouest, Sotchi sur les bords de la mer Noire à 406 km au sud, Saratov sur la Volga à 660 km au nord-est et Stavropol dans le nord du Caucase à 299 km au sud-est.

### Climat

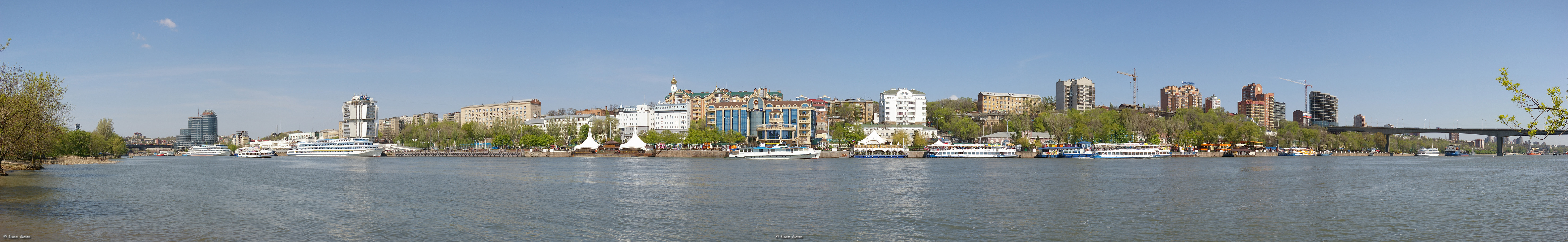
Rostov-sur-le-Don.

Rostov-sur-le-Don bénéficie d'un climat de type continental. L'hiver n'est pas très froid avec des températures moyennes de l'ordre de −2 °C et l'été est chaud avec des températures moyennes de 21 à 22,6 °C. La neige recouvre le sol en moyenne 43 jours par an. L'ensoleillement est assez important en été.
- Température record la plus froide : −31,9 °C (janvier 1940)
- Température record la plus chaude : 40,1 °C (août 2010)
- Nombre moyen de jours avec de la neige dans l'année : 62
- Nombre moyen de jours de pluie dans l'année : 142
- Nombre moyen de jours avec de l'orage dans l'année : 31
- Nombre moyen de jours avec du blizzard dans l'année : 9

| Mois                                        | jan.       | fév.       | mars       | avril      | mai       | juin      | jui.      | août      | sep.      | oct.       | nov.       | déc.       | année      |
| ------------------------------------------- | ---------- | ---------- | ---------- | ---------- | --------- | --------- | --------- | --------- | --------- | ---------- | ---------- | ---------- | ---------- |
| Température minimale moyenne (°C)           | −5,2       | −5         | −0,3       | 6,1        | 11,3      | 15,7      | 17,9      | 17,5      | 12,1      | 6,5        | 0,4        | −3,6       | 6,1        |
| Température moyenne (°C)                    | −3         | −2,3       | 3,1        | 10,8       | 17        | 21,6      | 24        | 23,3      | 17,1      | 10,3       | 3,1        | −1,3       | 10,3       |
| Température maximale moyenne (°C)           | −0,1       | 1,2        | 7,8        | 16,7       | 22,9      | 27,5      | 30,2      | 29,6      | 23,1      | 15,2       | 6,6        | 1,4        | 15,2       |
| Record de froid (°C) date du record         | −31,9 1940 | −30,9 1929 | −28,1 1929 | −10,4 1942 | −4,3 1918 | −0,1 1916 | 7,6 1935  | 2,6 1966  | −4,6 1916 | −10,4 1912 | −25,1 1953 | −28,5 1921 | −31,9 1940 |
| Record de chaleur (°C) date du record       | 15 1948    | 19,8 1966  | 26 2008    | 33,6 1970  | 35,6 2007 | 38,4 1969 | 40,2 2020 | 40,1 2010 | 38,1 2010 | 31 1999    | 25 1932    | 18,5 1976  | 40,2 2020  |
| Ensoleillement (h)                          | 64         | 82         | 128        | 189        | 265       | 286       | 314       | 293       | 240       | 159        | 64         | 38         | 2 122      |
| Précipitations (mm)                         | 58         | 48         | 50         | 38         | 58        | 59        | 50        | 43        | 43        | 48         | 51         | 58         | 604        |
| dont neige (cm)                             | 5          | 7          | 4          | 0          | 0         | 0         | 0         | 0         | 0         | 0          | 0          | 2          | 18         |
| Record de pluie en 24 h (mm) date du record | 38 1980    | 33 1994    | 36 1981    | 39 1987    | 55 1983   | 75 1958   | 61 1953   | 76 2018   | 54 2011   | 51 2018    | 41 2015    | 37 1982    | 76 2018    |
| Nombre de jours avec précipitations         | 11         | 10         | 12         | 13         | 14        | 13        | 11        | 9         | 10        | 11         | 15         | 13         | 142        |
| Humidité relative (%)                       | 84         | 81         | 76         | 66         | 63        | 64        | 61        | 59        | 67        | 75         | 84         | 86         | 72         |
| Nombre de jours avec neige                  | 16         | 15         | 9          | 1          | 0,1       | 0         | 0         | 0         | 0         | 1          | 6          | 14         | 62         |
| Nombre de jours d'orage                     | 0,1        | 0,1        | 0,3        | 1          | 5         | 8         | 7         | 5         | 3         | 1          | 0,2        | 0,1        | 31         |
| Nombre de jours avec brouillard             | 8          | 7          | 4          | 2          | 2         | 1         | 1         | 1         | 2         | 4          | 8          | 10         | 50         |

| Diagramme climatique                                  |         |           |           |            |            |            |            |            |           |          |           |
| J                                                     | F       | M         | A         | M          | J          | J          | A          | S          | O         | N        | D         |
| −0,1−5,258                                            | 1,2−548 | 7,8−0,350 | 16,76,138 | 22,911,358 | 27,515,759 | 30,217,950 | 29,617,543 | 23,112,143 | 15,26,548 | 6,60,451 | 1,4−3,658 |
| Moyennes : • Temp. maxi et mini °C • Précipitation mm |         |           |           |            |            |            |            |            |           |          |           |

## Histoire

### Contexte
Les guerres continuelles entre la Russie au nord et les Tatars de Crimée avaient fini par dépeupler les régions situées au nord de la mer Noire, un territoire constitué de steppes grand comme la France.
Au XVIe siècle des paysans armés, les Cosaques, entreprennent de s'y installer. La capitale des Cosaques du Don était Tcherkassk (en 1805, Novotcherkassk). Les Cosaques bénéficiaient de la sûreté personnelle, étaient affranchis de la corvée et des impôts. L'Empire ottoman disposait de son côté d'une place forte dans la ville d'Azov avec une garnison considérable et les Tatars occupaient la Crimée formant le khanat de Crimée. Cet objectif stratégique fut attaqué par les Russes à plusieurs reprises tout au long du XVIIe siècle (entre autres en 1696 sous le règne de Pierre le Grand) ; Azov et la Crimée tombent définitivement aux mains de l'Empire russe au XVIIIe siècle, donnant aux tsars un débouché permanent sur la Mer d'Azov.

### Création de la ville

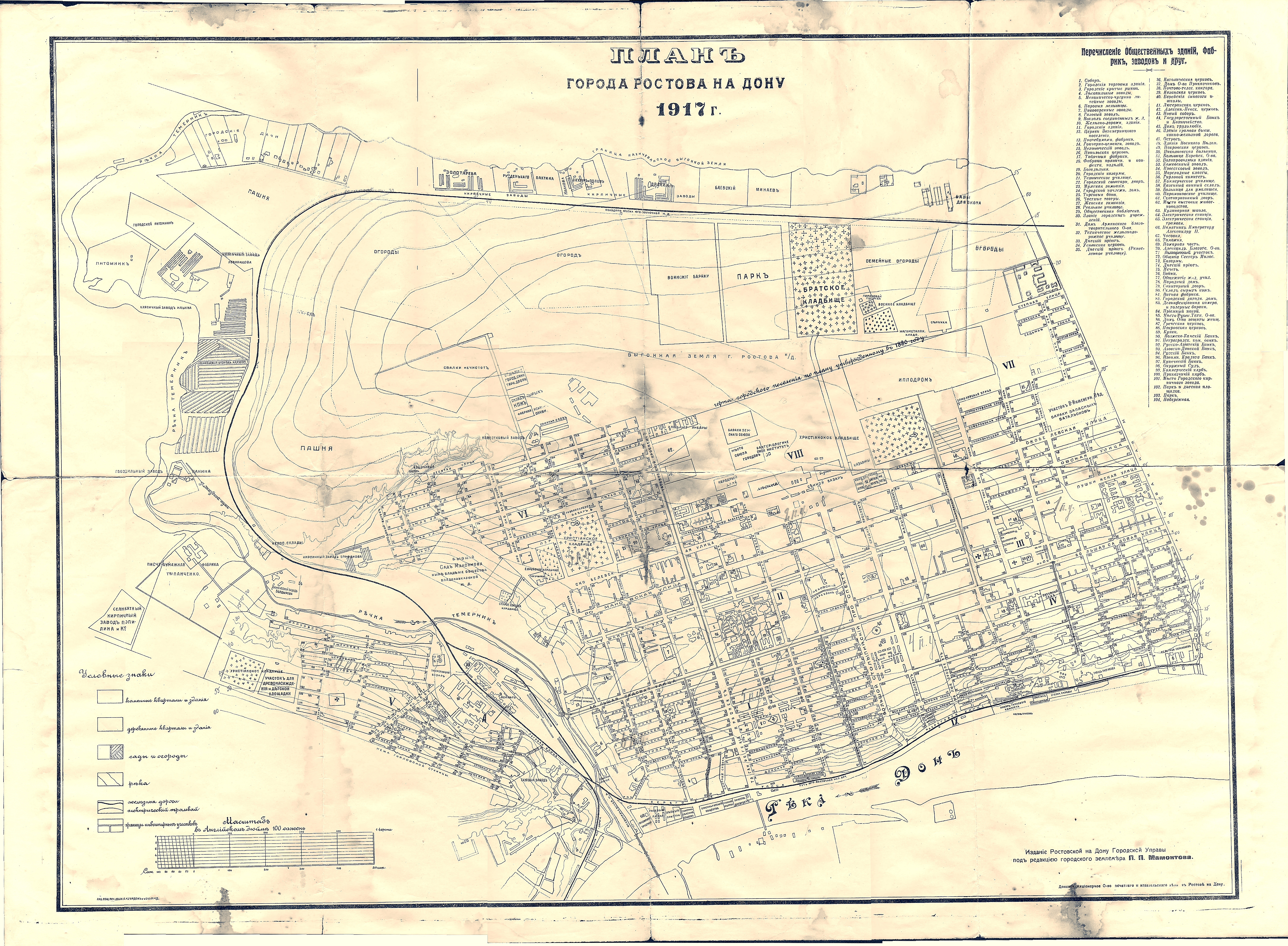
Plan de la ville (1917).

Au XVIIIe siècle, la région est officiellement annexée par la Russie. Une nouvelle entité administrative regroupant les territoires conquis au nord de la mer Noire qui prend l'appellation de Nouvelle Russie
L'impératrice Catherine II entreprend une politique active de peuplement et de colonisation de la région. Rostov-sur-le-Don est d'abord un poste de douanes puis un port en 1749, considérée comme la date de création de l'agglomération, enfin la forteresse Saint-Dimitri-de-Rostov y est édifiée en 1761. Cette place devient par la suite un important centre économique et militaire de la vallée du Don, ce qui en faisait « la porte du Caucase ». Les Cosaques, recrutés comme auxiliaires, finirent par former une part importante de l’Armée impériale russe. La voyageuse française Adèle Hommaire de Hell en fait une description lors de son voyage en 1840 et s'étonne du mélange pittoresque de population : Russes, Grecs pontiques, Cosaques, etc.
En 1778, après la conquête du khanat de Crimée par Alexandre Souvorov, Catherine II fait déporter 12 600 Arméniens de Crimée qui sont réinstallés dans la région du Don en leur accordant des privilèges fiscaux. L'objectif est de stimuler l'économie de la région. Les familles de marchands arméniens créent Nakhitchevan-sur-le-Don, qui devient la plus grande colonie arménienne de Russie.
Cette agglomération sera absorbée en 1928 par Rostov-sur-le-Don et formera le quartier de Proletarsk. Rostov-sur-le-Don acquiert le statut de ville en 1797.

### Développement auXIXesiècle

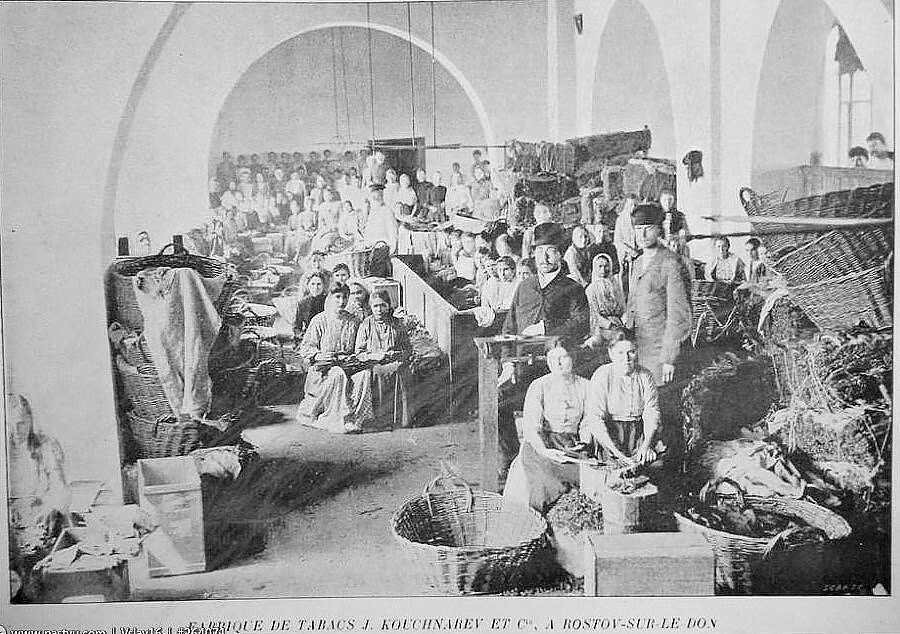
Manufacture de tabac au début du XXe siècle.

La colonisation de la vallée du Don stimula l'agriculture, avec l'implantation de la vigne et du tabac. Le tabac du Don, en particulier, s’avère d'une excellente qualité et s'impose comme l'un des principaux produits d'exportation. Une manufacture de tabac est construite dans la ville en 1853 puis une fonderie de fer en 1857 qui profite des riches mines de la région.
En 1870 le chemin de fer arrive jusqu'à Rostov et une papeterie y est construite. La ville à l'époque détient la réputation de ville de truands liée à la proximité d'Odessa et des pays caucasiens.

### Pogroms antisémites
En 1897, 11 838 Juifs vivent à Rostov-sur-le-Don, représentant 9,95 % de la population totale. À la fin du XIXe siècle, des Juifs locaux jouent un rôle dans la transformation de Rostov-sur-le-Don en un centre économique florissant de l'empire russe. Outre des institutions juives, la ville abrite une branche du mouvement Poalei Zion.
Comme les Juifs du sud de la Russie, les Juifs de Rostov sont victimes de trois vagues de pogroms antijuifs :

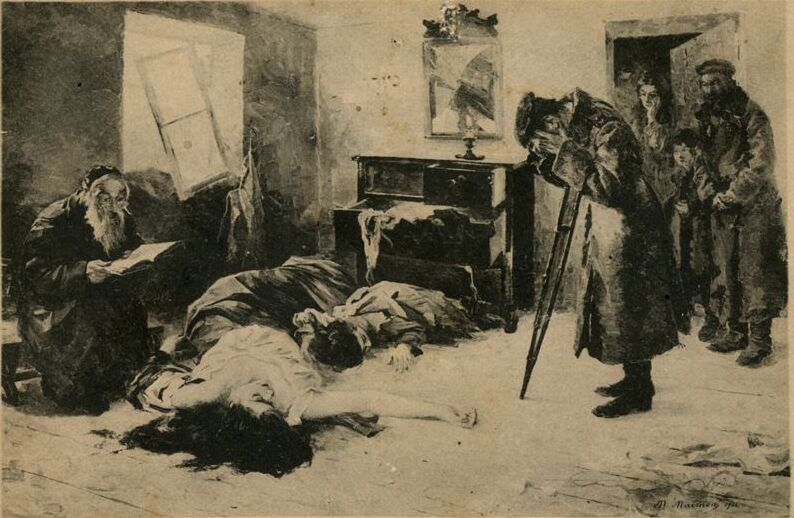
Moïse Maymona, Опять на родине (« Enfin au pays ! ») (1906).

- 1881-1884 : après l'assassinat d'Alexandre II, cette première vague gagne les villes et les bourgs du sud et de l'est de l'Ukraine, puis Varsovie et Balta. Elle est perpétrée par des paysans, des ouvriers et la populace urbaine, qui se livrent au pillage des maisons et boutiques juives. Elle amène le gouvernement d'Alexandre III à adopter en mai 1882 une politique systématique de discrimination à l'égard des Juifs, visant à les priver des positions économiques et sociales qu'ils avaient acquises[6].Une des conséquences du pogrom au Grand bazar de Rostof (octobre 1905).

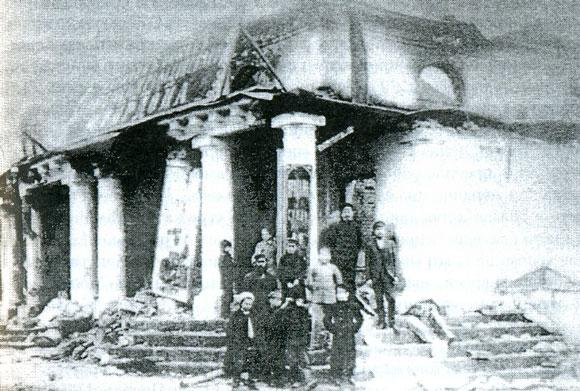
Une des conséquences du pogrom au Grand bazar de Rostof (octobre 1905).

- 1905-1906 : pendant la crise révolutionnaire, les pogroms du 18 au 20 octobre 1905, planifiés, préparés et organisés par les autorités, les Centuries noires, la police secrète et certaine presse, font le plus de victimes[5],[6]. Si en ce qui concerne le nombre de tués (176 personnes) et de blessés (environ 500 battus, torturés et mutilés)[7] , ce pogrom cède la « première place » au pogrom d'Odessa, selon la part des victimes parmi la population juive, qui s'élevait à plus de 1 % (à Odessa pas plus de 0,5 %), il s'avère être le plus grand pogrom anti-juif de Russie au début du XXe siècle[5]. 514 magasins juifs, 2 moulins à vapeur, 5 entrepôts de charbon, 8 appartements privés ont été pillés ; à la suite de 25 incendies, 311 bâtiments sont incendiés. La même semaine, est paradoxalement promulgué le manifeste tsariste du 17 octobre 1905, qui proclamait les libertés civiles sur la base de l'inviolabilité personnelle, la liberté de conscience, etc[5]..
- 1918-1920 : pendant la révolution et la guerre civile, cette troisième vague de pogroms (qui aboutit au massacre d'environ 60 000 Juifs sur le pays), est essentiellement dirigée par des soldats des armées qui traversent l'Ukraine : armée ukrainienne après la déclaration d'indépendance (1918), armée de Denikine (fin 1919), Armée rouge lors de la retraite de Pologne (1920), des bandes armées antibolcheviks (1920-1921). Ces massacres ne cessent qu'avec la consolidation du pouvoir soviétique[6].

### Capitale des blancs durant la guerre civile russe

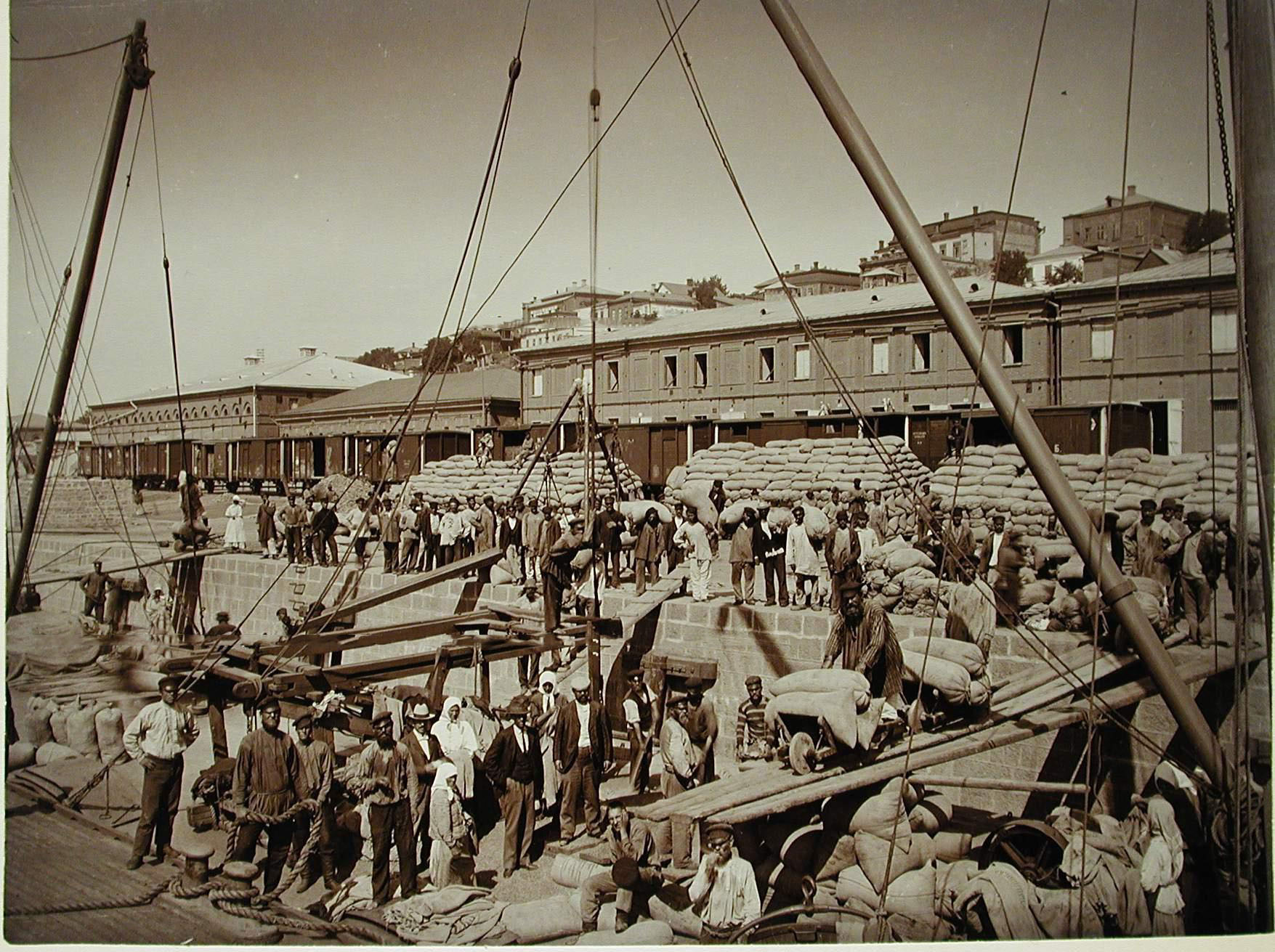
Le port dans les années 1900.

Pendant la guerre civile russe, Rostov, une des villes principales de la Grande armée du Don, est un centre de ralliement des armées blanches. Le régiment des volontaires de Rostov, composé d’étudiants, participe à la formation de l’armée des volontaires des généraux Kornilov et Alekseïev début 1918.
En janvier 1920, la cavalerie rouge de Semion Boudienny prend définitivement la ville.

### Seconde Guerre mondiale

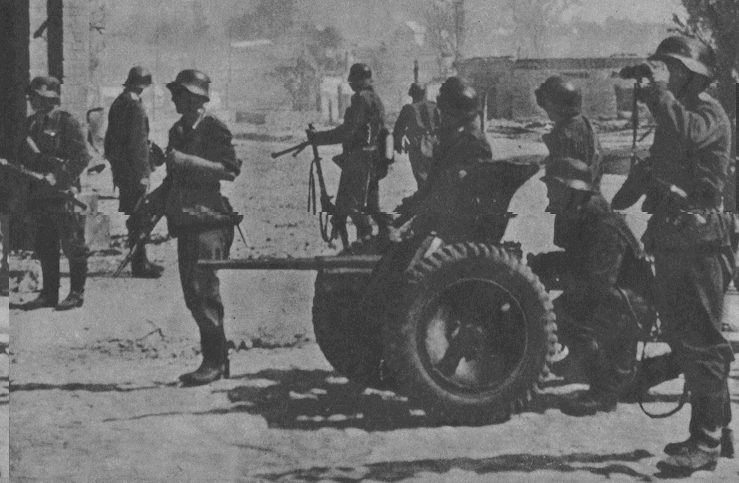
Troupes allemandes engagées dans des combats dans la zone urbaine de Rostov-sur-le-Don (juillet 1942).

Au cours de la Seconde Guerre mondiale, la ville occupe une position incontournable pour les troupes d’Adolf Hitler qui veut s'emparer du Caucase lors de l’invasion de l’URSS. Rostov est prise par les Allemands à la fin 1941, mais ils l’abandonnent peu après face à la contre-offensive soviétique hivernale.
Les Allemands reprennent l’initiative à l’été 1942 et s’en emparent de nouveau, toujours dans l’optique d’envahir le Caucase.

#### Shoah
En septembre-novembre 1941, les autorités soviétiques organisent une évacuation à grande échelle de Rostov-sur-le-Don. Environ 10 000 Juifs réussissent à quitter la ville au cours de cette période. Les Allemands occupent Rostov-sur-le-Don pour la première fois le 21 novembre 1941. Cette occupation ne dure qu'une semaine environ. Le 29 novembre, l'Armée rouge contre-attaque et libère la ville.
Au cours de la courte période de leur règne à Rostov-sur-le-Don, les Allemands ordonnent la création d'un conseil juif, l'enregistrement de tous les Juifs et l'obligation pour les Juifs de porter des étoiles de David jaunes. Environ 1 000 Juifs sont assassinés à Rostov-sur-le-Don et dans la région au cours de cette courte période.
Après la libération de Rostov-sur-le-Don, de nombreux Juifs qui avaient quitté la ville à l'automne 1941 y retournèrent.

##### Massacre de Zmievskaïa Balka

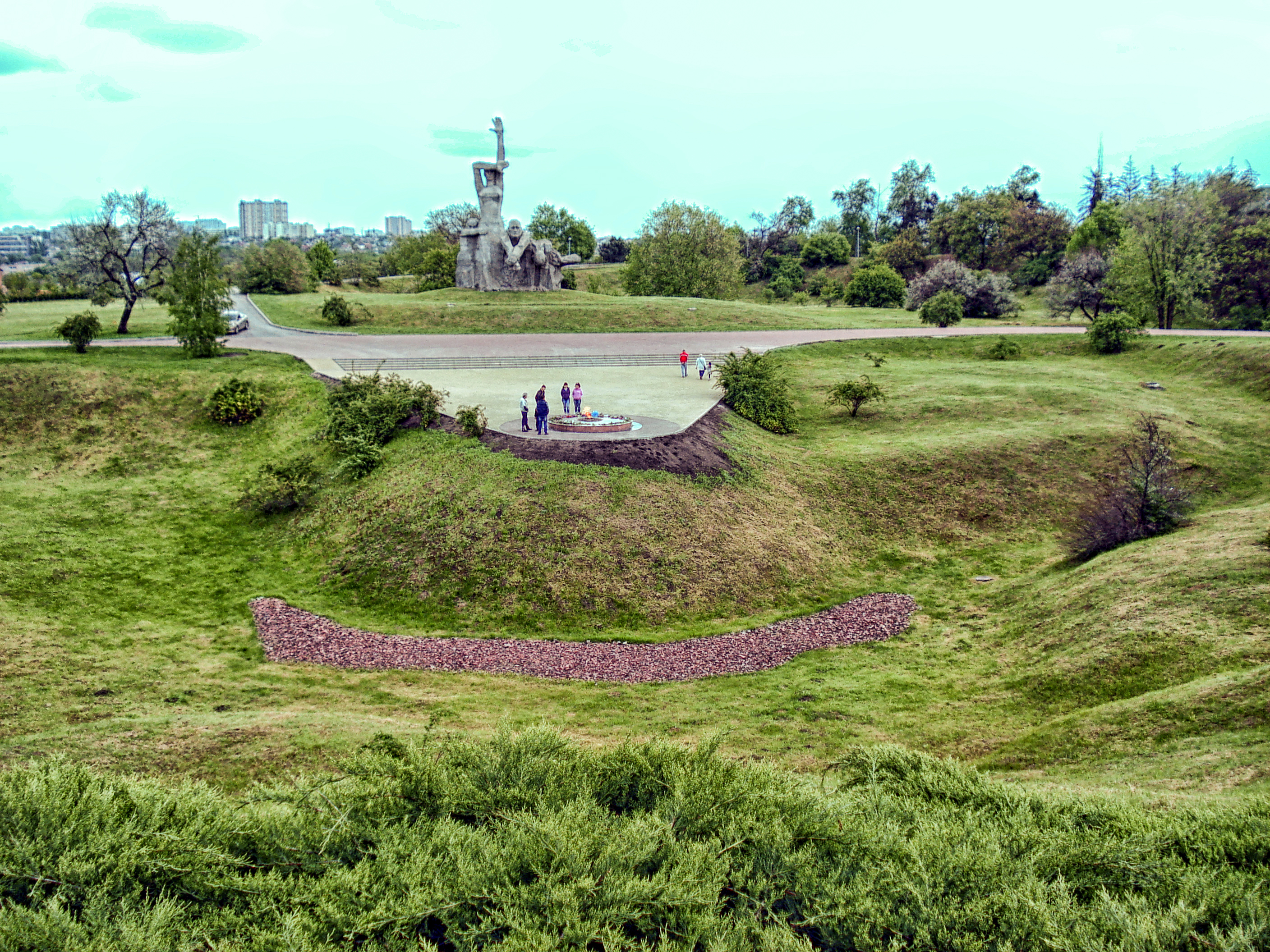
Monument commémoratif du massacre de Zmievskaïa Balka.

À l'été 1942, lorsque les Allemands s'approchent de Rostov-sur-le-Don pour la deuxième fois, une autre évacuation commence mais sa mauvaise organisation fait que peu de Juifs réussissent à s'enfuir avant que la ville ne soit réoccupée le 24 juillet 1942. Débute alors le massacre de masse de Zmievskaïa Balka.
Peu de temps après le début de cette deuxième occupation allemande, un certain nombre de victimes définies comme des « partisans et membres du Parti communiste » juifs, ainsi que des prisonniers juifs du camp de prisonniers de guerre local sont abattus à l'extérieur de la ville.

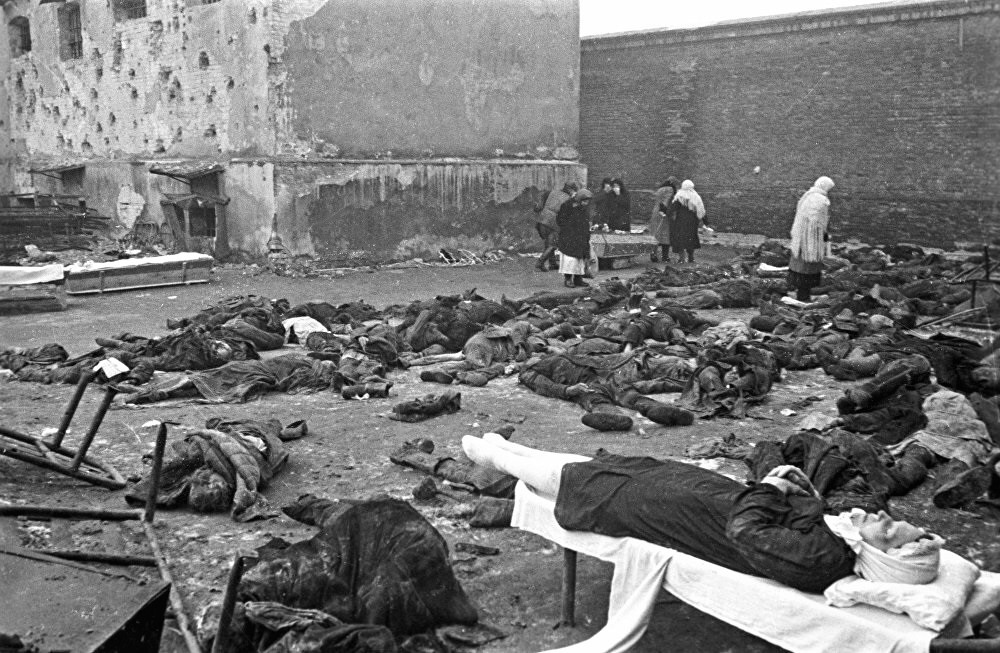
Civils et prisonniers de guerre fusillés par les Allemands avant la retraite dans la prison de Rostov (février 1943).

Le 4 août 1942, le Sonderkommando 10a de l'Einsatzgruppe D, qui suit de près les troupes allemandes à Rostov-sur-le-Don, ordonne au conseil juif l'enregistrement de l'ensemble de la population juive de la ville, y compris les enfants baptisés de plus de 14 ans et les Juifs qui ont une autre nationalité indiquée sur leurs papiers d'identité. Cinq jours plus tard, la réinstallation des Juifs dans un quartier séparé est ordonnée. Le 11 août 1942, tous les Juifs de Rostov-sur-le-Don qui se sont présentés, soi-disant pour être réinstallés dans le ghetto, sont transportés et poussés jusqu'au lieu du massacre. Là, les adultes sont tués par fusillade, (une partie des victimes dont des enfants est assassinée dans des camions à gaz (Gaswagen)). Outre les Juifs, un certain nombre de non-Juifs sont également tués avec leurs familles lors de ce massacre de masse.
Par la suite, les Allemands tuent encore à cet endroit des clandestins, des malades mentaux, des prisonniers de guerre, des personnes découvertes et d'autres citoyens soviétiques. Et durant toute la période d'occupation qui dure environ 6 mois jusqu'en février 1943, les Allemands continuent d'exécuter les Juifs qui ne se sont pas présentés au rassemblement du 11 août.

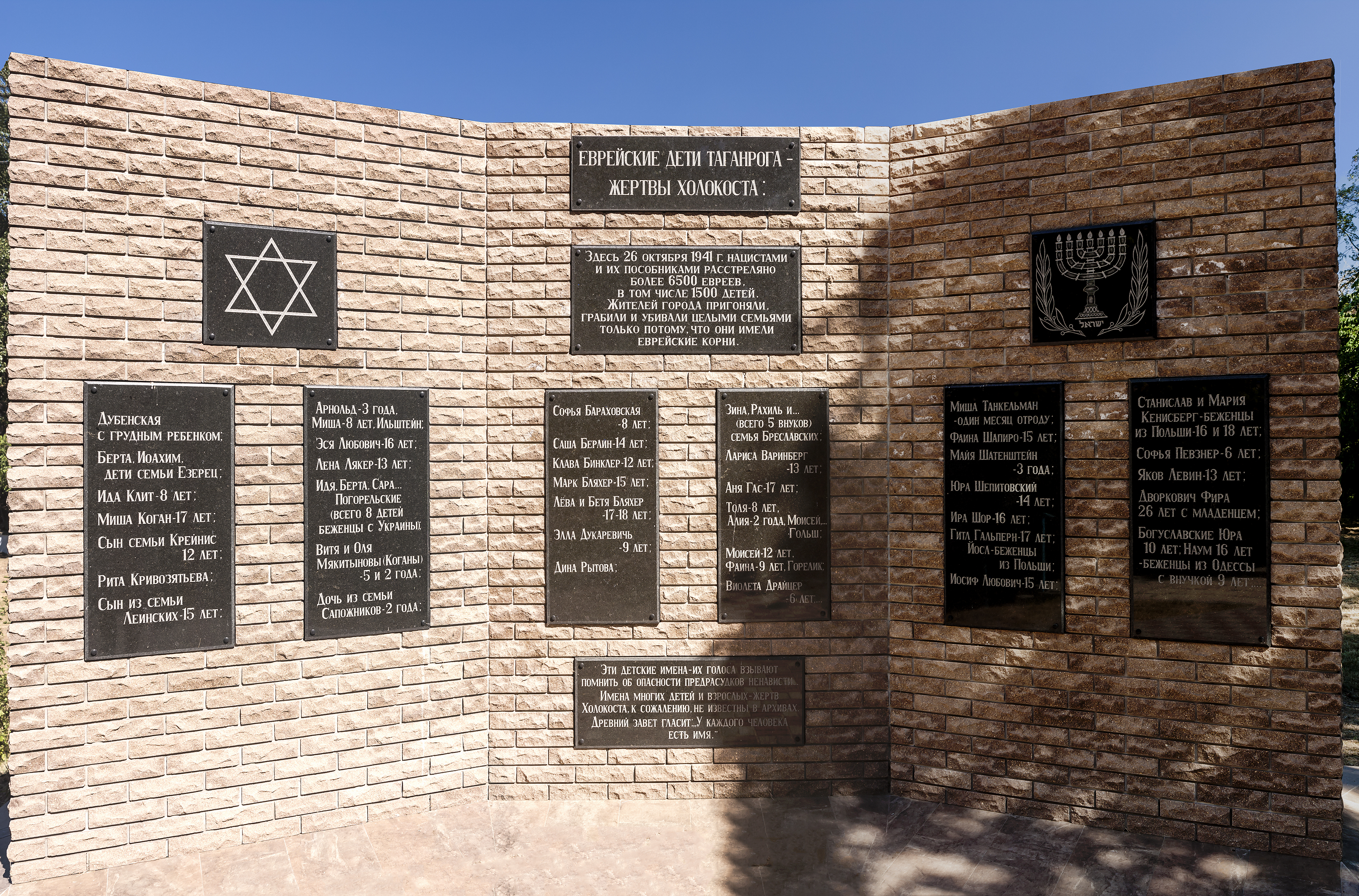
Monument commémoratif des victimes du « génocide fasciste », village de Petrushino, district de Neklinovsky, région de Rostov.

La Commission extraordinaire de l'État a rendu compte après la guerre des procédures et du nombre estimé de Juifs tués lors de ce massacre, soit 15 000 à 18 000 Juifs sur un total de 28 000. Mais, en tout, durant la période d'occupation le chiffre de 22 000 est cité pour le territoire de l'oblast de Rostov par la commission. C'est le massacre le plus grave commis sur le territoire de la république socialiste fédérative soviétique de Russie durant la Shoah.
Rostov-sur-le-Don est libéré par l'Armée rouge le 14 février 1943 et les Allemands quittent définitivement la ville et la région au début 1943 après leur défaite à Stalingrad.

### Histoire moderne
La ville est investie par les troupes du Groupe Wagner dans la nuit du 23 au 24 juin 2023, dans le cadre de la rébellion du groupe Wagner lancée par son chef Evgueni Prigojine. En particulier, le siège du district militaire sud est pris par le groupe, ainsi que d'autres lieux militaires dont l'aérodrome militaire.

## Politique et administration

### Importance de la ville
Sur le plan administratif Rostov-sur-le-Don est depuis 1937 la capitale de l'oblast (région de Rostov (4 millions habitants pour 101 000 km²). Rostov-sur-le-Don est également la capitale du district fédéral du Sud un des huit districts fédéraux de Russie créé en 2000. Cette structure rassemble des représentants du pouvoir central nommé par le président de la fédération de Russie et chargé de veiller au respect du droit fédéral à l'intérieur du district. Le district fédéral du Sud créé en 2010 après scission du district fédéral du Caucase du Nord regroupe la république d'Adyguée, l'oblast d'Astrakhan, l'oblast de Volgograd, la république de Kalmoukie, le kraï de Krasnodar, l'oblast de Rostov et depuis 2016 la ville d'importance fédérale de Sébastopol et la république de Crimée. Le district regroupe en 2017 16,4 millions habitants sur une superficie de 447 821 km². Depuis 2010 Rostov sur le Don est également le quartier général du district militaire sud qui englobe les troupes terrestres, maritimes et aériennes stationnées dans le sud de la Russie, de la Crimée jusqu'au Caucase inclus correspondant aux deux districts fédéraux du sud et du Caucase nord.

### Découpage administratif
La ville est découpée en 8 districts :
| \| No. \| District \| Population \| Superficie (km²) \| Description \| \| --- \| -------------------- \| ---------- \| ---------------- \| ----------- \| \| 1 \| Voroshilovski \| 218 439 \| 38 \| \| \| 2 \| Ferroviaire \| 104 339 \| 18,6 \| \| \| 3 \| Kirov \| 63 499 \| 18,6 \| \| \| 4 \| Lenine \| 82 173 \| 13 \| \| \| 5 \| Octobre \| 167 851 \| 49,5 \| \| \| 6 \| Pervomaiski \| 186 328 \| 44,1 \| \| \| 7 \| Quartier prolétarien \| 119 516 \| 37,1 \| \| \| 8 \| Soviétique \| 183 144 \| 85,4 \| \| |                      |            |                  |             |
| No. | District             | Population | Superficie (km²) | Description |
| 1 | Voroshilovski        | 218 439    | 38               |             |
| 2 | Ferroviaire          | 104 339    | 18,6             |             |
| 3 | Kirov                | 63 499     | 18,6             |             |
| 4 | Lenine               | 82 173     | 13               |             |
| 5 | Octobre              | 167 851    | 49,5             |             |
| 6 | Pervomaiski          | 186 328    | 44,1             |             |
| 7 | Quartier prolétarien | 119 516    | 37,1             |             |
| 8 | Soviétique           | 183 144    | 85,4             |             |

### Résultats électoraux
| Scrutin          | 1er tour | 1er tour | 1er tour | 1er tour | 1er tour | 1er tour | 1er tour | 1er tour | 1er tour | 1er tour | 1er tour | 1er tour | 2d tour     | 2d tour     | 2d tour     | 2d tour     | 2d tour     | 2d tour     | 2d tour     | 2d tour     |
| Scrutin          | 1er      | 1er      | %        | 2e       | 2e       | %        | 3e       | 3e       | %        | 4e       | 4e       | %        | 1er         | %           | 2e          | %           | 3e          | %           | 4e          | %           |
| ---------------- | -------- | -------- | -------- | -------- | -------- | -------- | -------- | -------- | -------- | -------- | -------- | -------- | ----------- | ----------- | ----------- | ----------- | ----------- | ----------- | ----------- | ----------- |
| Municipales 2015 |          | ER       | 67,59    |          | KPRF     | 14,15    |          | LDPR     | 8,95     |          | SRZP     | 7,6      | Tour unique | Tour unique | Tour unique | Tour unique | Tour unique | Tour unique | Tour unique | Tour unique |
| Municipales 2020 |          | ER       | 49,87    |          | KPRF     | 19,04    |          | LDPR     | 11,01    |          | SRZP     | 10,27    | Tour unique | Tour unique | Tour unique | Tour unique | Tour unique | Tour unique | Tour unique | Tour unique |

### Jumelages
| Ville | Ville            | Pays | Pays         | Période                  |
| ----- | ---------------- | ---- | ------------ | ------------------------ |
|       | Antalya          |      | Turquie      |                          |
|       | Cheongju         |      | Corée du Sud |                          |
|       | Donetsk          |      | Ukraine      |                          |
|       | Dortmund,        |      | Allemagne    | depuis le 4 juillet 1977 |
|       | Erevan           |      | Arménie      |                          |
|       | Gera,            |      | Allemagne    | depuis 1987              |
|       | Glasgow,         |      | Royaume-Uni  | depuis 1986              |
|       | Homiel           |      | Biélorussie  | depuis le 25 juin 2009   |
|       | Kajaani,         |      | Finlande     | 1956-2022                |
|       | Le Mans          |      | France       |                          |
|       | Louhansk         |      | Ukraine      |                          |
|       | Mobile           |      | États-Unis   |                          |
|       | Odessa           |      | Ukraine      | depuis 1999              |
|       | Oural            |      | Kazakhstan   |                          |
|       | Pleven,          |      | Bulgarie     | depuis le 4 février 1993 |
|       | Polis Crysochous |      | Chypre       |                          |
|       | Séville          |      | Espagne      |                          |
|       | Vólos            |      | Grèce        |                          |

## Population et société

### Démographie
| 1811  | 1840   | 1863   | 1897*   | 1926*   | 1939*   |
| ----- | ------ | ------ | ------- | ------- | ------- |
| 4 000 | 12 600 | 29 300 | 119 476 | 233 491 | 510 212 |

| 1959*   | 1970*   | 1979*   | 1989*     | 1990      | 1995      |
| ------- | ------- | ------- | --------- | --------- | --------- |
| 599 542 | 788 827 | 934 095 | 1 019 305 | 1 013 300 | 1 026 000 |

| 2002*     | 2006      | 2010*     | 2012      | 2013      | 2014      |
| --------- | --------- | --------- | --------- | --------- | --------- |
| 1 068 267 | 1 054 865 | 1 089 851 | 1 096 448 | 1 103 733 | 1 109 835 |

| 2015      | 2016      | - | - | - | - |
| --------- | --------- | - | - | - | - |
| 1 114 806 | 1 119 875 | - | - | - | - |

### Enseignement supérieur et recherche
Rostov-sur-le-Don est une grande ville universitaire. Les principaux établissements d'enseignement supérieur sont :
- l'Université fédérale du Sud regroupe plus de 30 000 étudiants ;
- l'Université d'État des transports de Rostov (20 000 étudiants) ;
- l'Université technique d'État du Don (22 000 étudiants) ;
- l'Université de médecine d'État de Rostov (7 000 étudiants).

### Sports

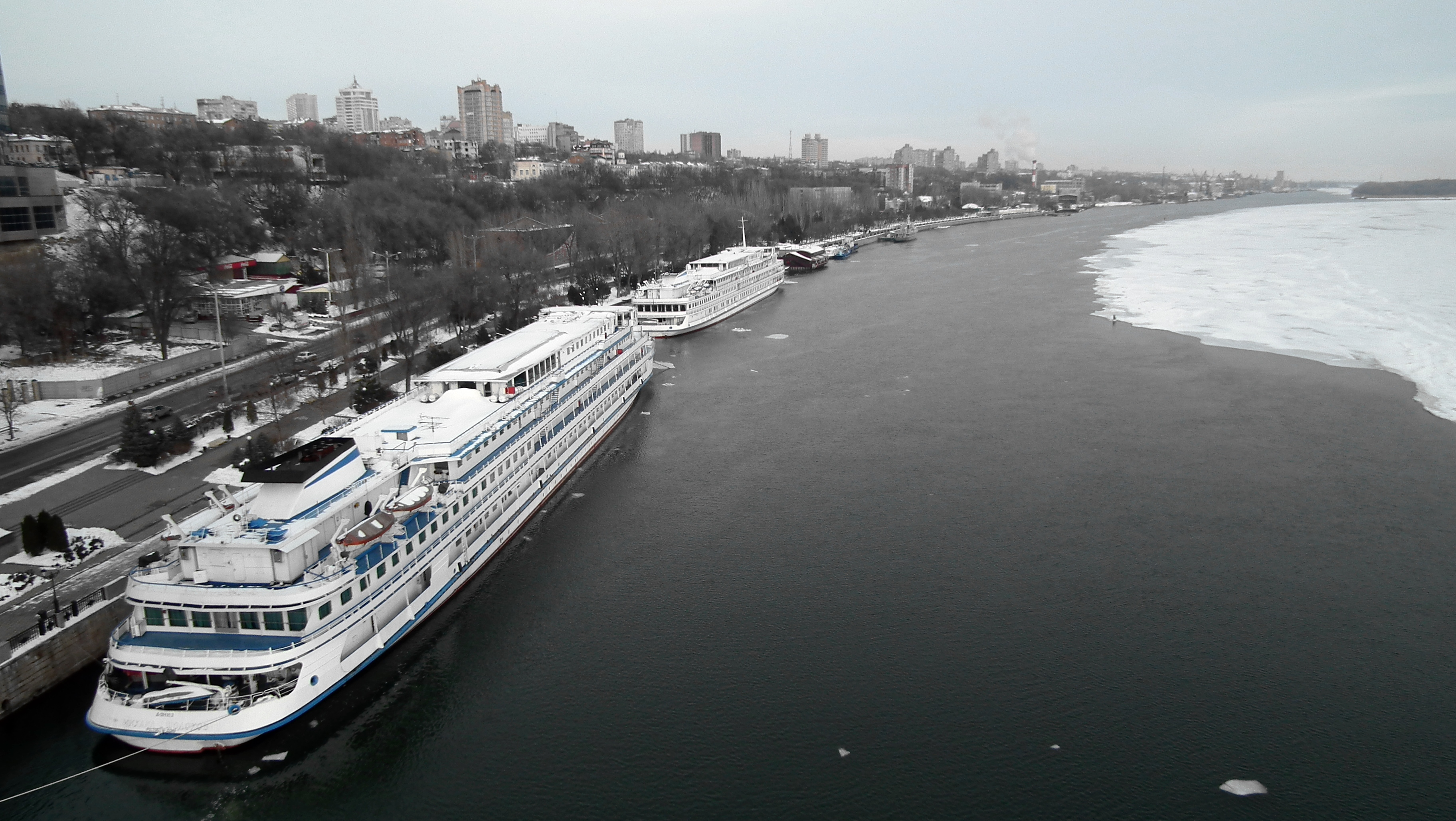
Paquebots à quai à Rostov.

#### Équipements sportifs
La ville dispose de plusieurs grands équipements sportifs tels que Olympus-2 (16 000 places) et le stade SKA SKVO (27 000 places). Le stade de Rostov Arena d'une capacité de 43 500 spectateurs est situé sur la rive gauche du Don et a été inauguré en 2018 pour la Coupe du monde de football de 2018.

#### Équipes
Le FK Rostov est le principal club de football de la ville. Il évolue en première division du championnat de Russie. Une autre équipe, le SKA Rostov, évolue quant à lui en troisième division.

#### Événements sportifs
En 2018, le stade Rostov Arena accueille cinq matchs de la Coupe du monde de football. Le stade, d'une capacité de 45 000 personnes, a été construit pour l’évènement sur la rive gauche du fleuve Don, à gauche de la sortie de la ville traversant le pont Vorochilovski.
Vers le début de la Coupe du monde de football, il y avait beaucoup de travaux de construction dans la ville. Outre le stade, une zone de camping, les contournements Sud et Ouest de la ville, des hôtels nouveaux ont été construits. La traversée du pont du Don (voie de circulation automobile) a été élargie et compte 6 voies, des installations de santé, le quai municipal ont été reconstruits. L'aéroport international Platov a été nouvellement construit.

## Économie

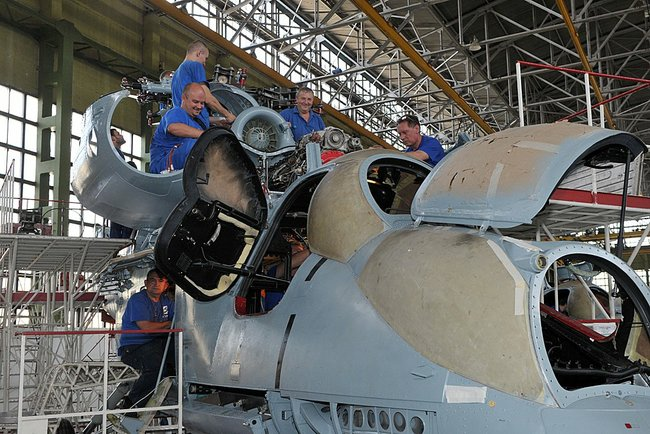
Le constructeur d'hélicoptères Mil : Rostvertol.

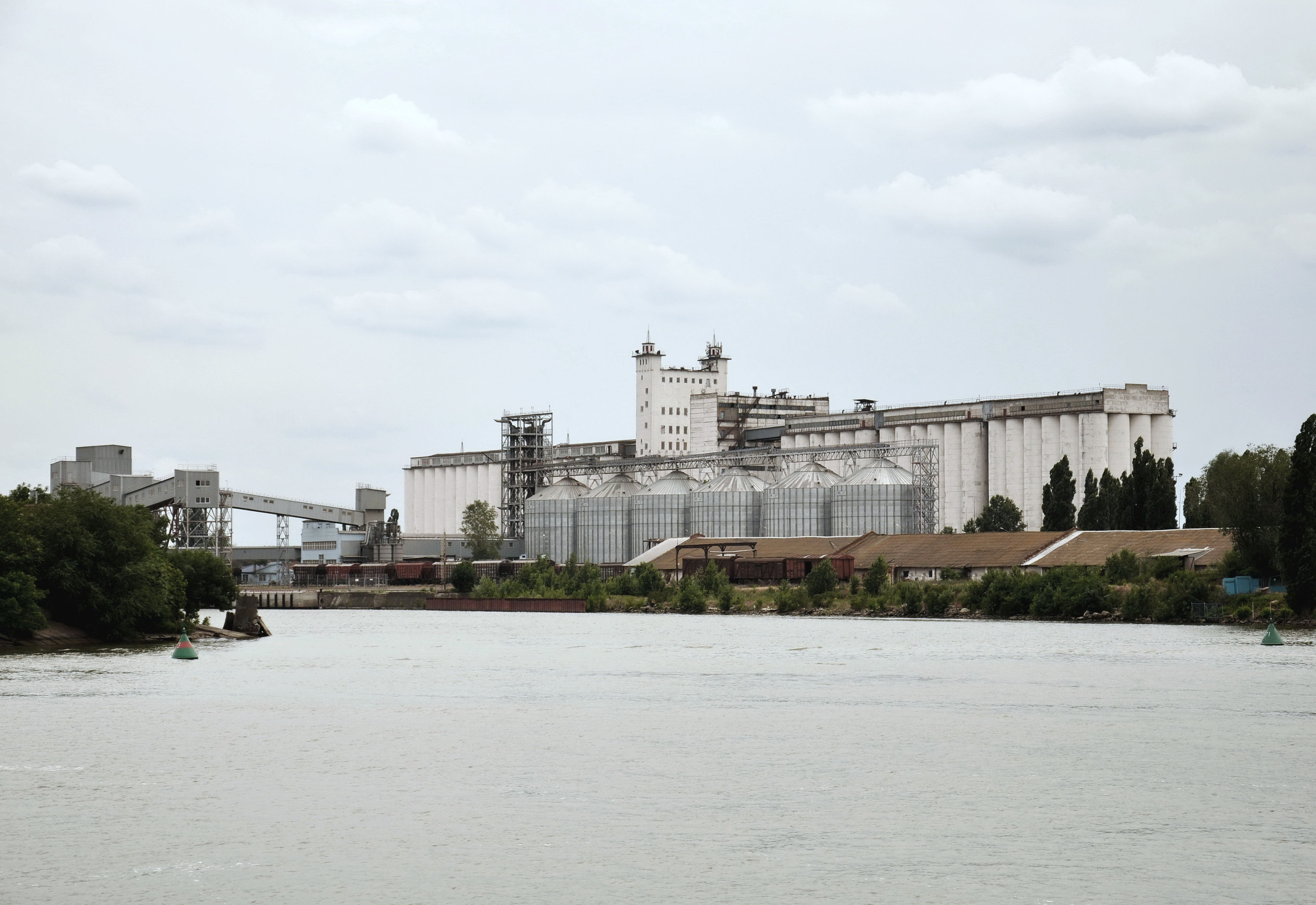
Silos à céréales sur le Don.

La ville connaît la prospérité grâce à de nombreuses sociétés dynamiques et constitue l'un des plus grands centres industriels, agricoles, scientifiques et culturels du sud de la Russie. Les deux entreprises les plus importantes de Rostov sont :
- Rostselmach : fabrication de machines agricoles (moissonneuses-batteuses) ;
- Rostvertol : construction aéronautique (hélicoptères).

## Voies de communications et transports

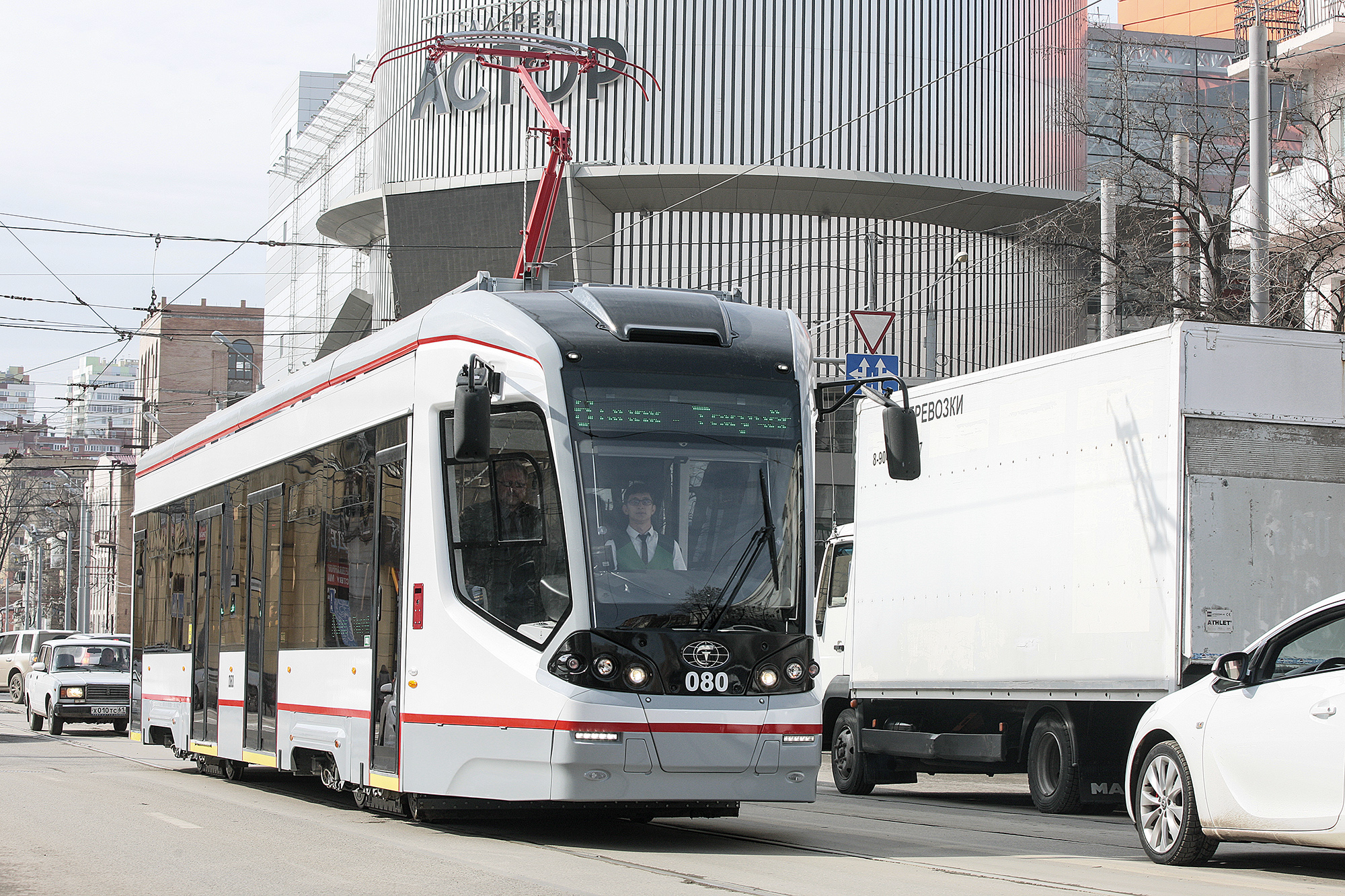
Rame de tramway moderne à Rostov.

### Réseau routier
L'autoroute M4 longue de 1 435 km relie Moscou à Rostov-sur le Don en passant par Voronej et se poursuit vers le sud jusqu'à Novorossiisk au bord de la mer Noire.

### Réseau ferroviaire
Rostov est relié par des trains inter-cités au reste du pays en particulier à Moscou, Saint Pétersbourg, Nijni-Novgorod, Novossibirsk, Irkoutsk, Bakou et Novorossiisk. La gare principale a un trafic d'un peu moins de 3 millions de passagers par an ; la ville a aussi d'autre gares : Kiziterinka, Glonovskaïa, Razvilka, Selmach...

### Le port de Rostov-sur-le-Don
Le port de Rostov-sur-le-Don est le plus important du sud de la Russie. C'est un port mixte qui reçoit à la fois des navires fluviaux et de haute mer. Rostov étant un important nœud routier et ferroviaire, il y a une importante activité de transbordement. Le volume de fret chargé ou déchargé atteignait en 2014 18 millions de tonnes constitués notamment de produits pétroliers, de charbon, de céréales et de conteneurs. Le Don est navigable depuis son embouchure sur 1 590 km et le canal Don-Volga permet aux navires d'atteindre les ports de la Volga et de ses affluents comme Volgograd, Samara, Kazan, Nijni-Novgorod, Moscou, etc. Le Don étant un fleuve alimenté essentiellement par la fonte des neiges, un barrage a été construit 200 kilomètres en amont pour retenir les eaux dans le réservoir de Tsimliansk (superficie 2 700 km2 et volume 23,9 milliards de mètres cubes). Celui-ci permet de maintenir des conditions propices à la navigation pendant la longue période des basses eaux (9 à 10 mois). Par le delta du Don, le port est relié à la mer d'Azov, la mer Noire et la mer Méditerranée. Les capacités du port sont limitées par les ponts qui imposent un tirant d'air maximum et le gel du fleuve durant l'hiver. Il existe également un port de passagers disposant d'installations pour les voyageurs et d'un quai long d'environ un kilomètre. Des navires de croisière effectuent des excursions de quelques heures à quelques semaines à partir de Rostov.

### Aéroport
Rostov-sur-le-Don a inauguré fin 2017 l'aéroport Platov situé au nord-est de la ville près de Novotcherkassk qui remplace l'aéroport de Rostov-sur-le-Don. Des lignes régulières desservent les principales villes russes en particulier Moscou ainsi qu'un certain nombre de villes situées dans le sud de l'Europe (Grèce, Barcelone) et la Turquie. Le trafic annuel est un peu inférieur à 2 millions de passagers.

### Transports en commun
Le réseau de transports en commun de Rostov-sur-le-Don est constitué principalement par 73 lignes de bus et 5 lignes de tramway. Un projet de métro ancien n'a jusqu'à présent pas abouti.

### Ponts
- Pont Baïkovskï

## Culture locale et patrimoine

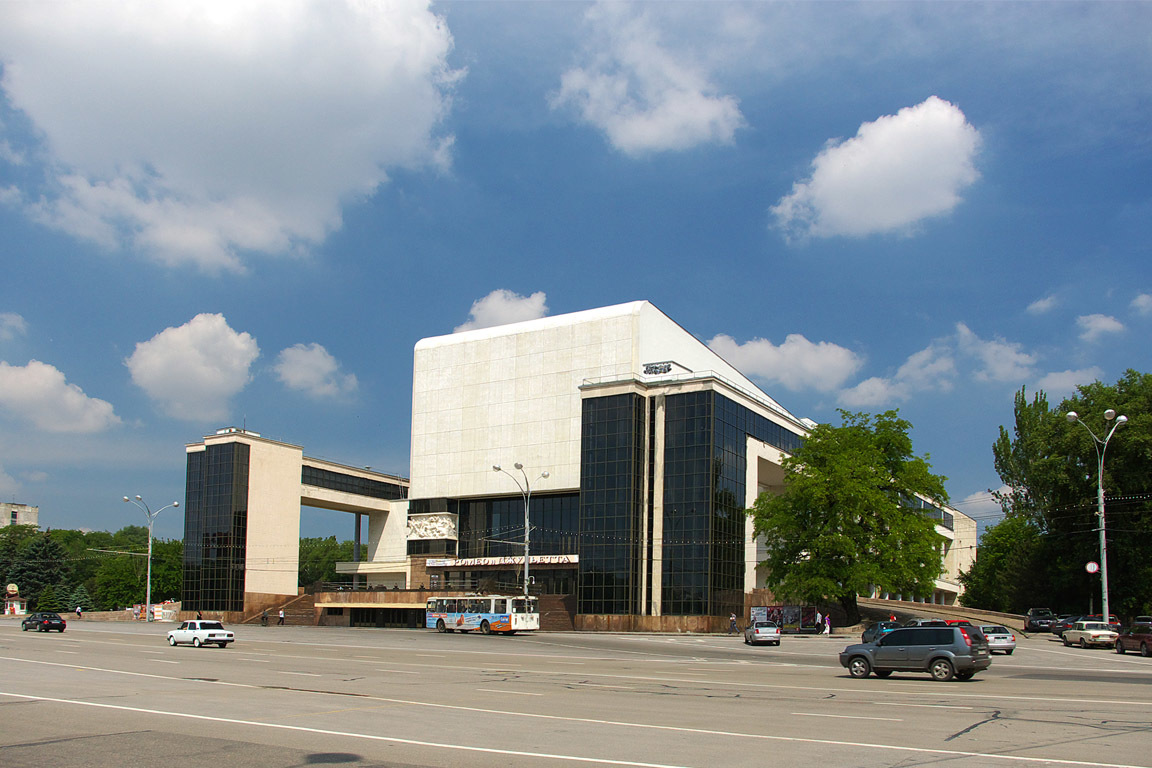
Théâtre dramatique de Rostov.

### Lieux et monuments
- Parc de l'Amitié

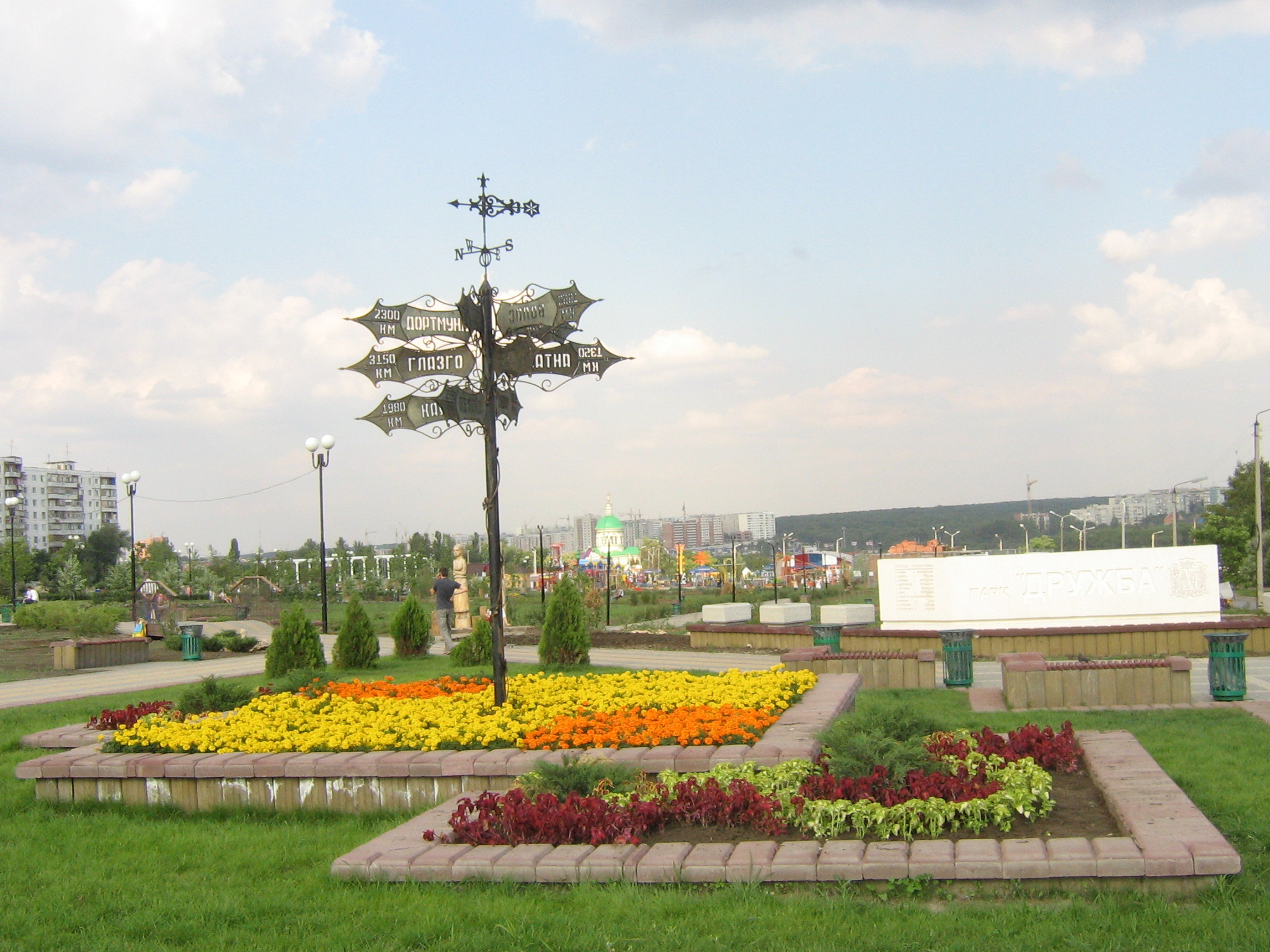
Parc de l'Amitié.

- Stèle « Ville de la gloire militaire »
- Maison de Wrangel
- Monument aux héros de la Première Guerre mondiale
- Monument à Élisabeth Ire
- Colonne d'Alexandre
- Monument aux fondateurs de la forteresse Saint-Dimitri-de-Rostov
- Monument à Anton Tchekhov
- Statue de Pouchkine
- Statue de Sergueï Kirov
- Parc zoologique de Rostov

#### Édifices religieux
- Cathédrale orthodoxe de la Nativité-de-la-Vierge
- Église Saint-Dimitri-de-Rostov
- Église de l'Intercession-de-la-Vierge
- Synagogue des soldats
- Église arménienne de la Résurrection
- Église arménienne Saint-Jean-le-Précurseur
- Église arménienne Sainte-Croix

### Patrimoine culturel

#### Musée régional des beaux-arts de Rostov
Salle de l'art de l'Europe et de l'Orient

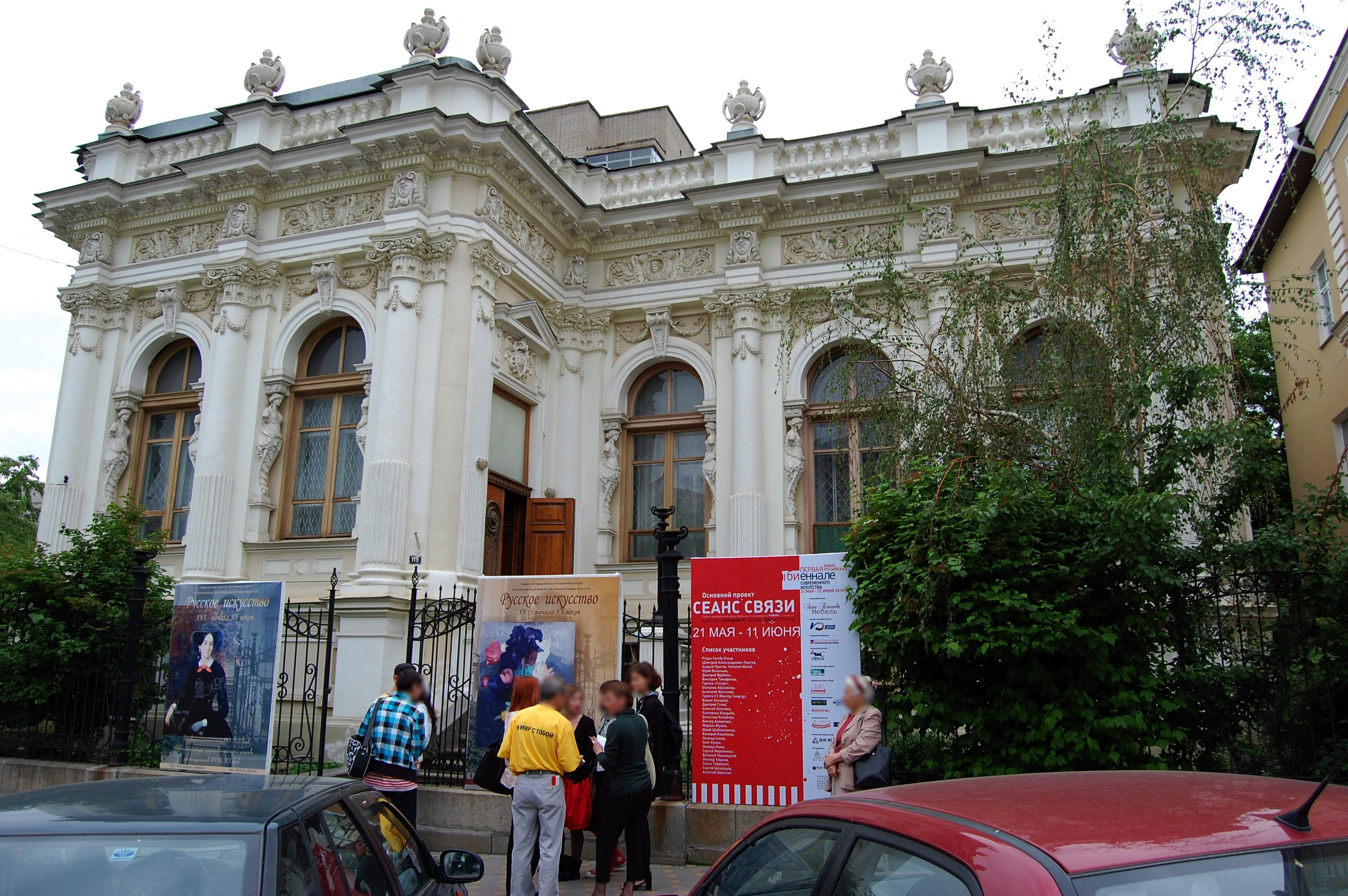
Façade du musée en 2010.

La collection de l'art de l'Europe et de l'Orient est exposée au 60, rue Tchekhov, dans le bâtiment remis au musée après une grande reconstruction.
La collection de l'art étranger contient des œuvres des peintres flamands, hollandais, italiens, français et allemands des XVIIe – XIXe siècle. Les perles de la collection sont les œuvres des peintres flamands et hollandais, tels que Cléopâtre de de Ban, Suzanne et les vieillards, exécuté par l'atelier de Rubens, Nature morte au lièvre chassé de Jan Nollekens, et des paysages de petits Hollandais. La peinture des artistes français et italiens est aussi présente dans la collection (Jean-François de Troy, J. Courtois, A. Boichard).
Dans l'exposition allemande, les portraits d'Antoine Pesne, les paysages de Joseph Rebel attirent surtout l'attention des visiteurs. L'art oriental est représenté par des objets de bronze et d'ivoire, de porcelaine et de faïence datant des siècles précédents et provenant de Chine, du Japon, d'Inde, de Mongolie. On peut y voir également des œuvres pittoresques guó huà du peintre chinois Zhang Chi-Loune.
Les Rostovites ont surnommé cette collection, l'« Ermitage de Rostov », ce qui souligne son importance et sa valeur.
Galerie artistique des enfants
Cette galerie qui représente un des départements du musée des Beaux-Arts s'est ouverte en automne de 1981. C'est la première fois en Russie que des œuvres réalisées par des enfants bénéficient d'un musée à part entière. L'activité de la galerie est très diverse et se traduit en expositions des jeunes talents, leçons dans l'atelier artistique Crayon, conférences sur les beaux-arts, fêtes et rencontres avec des artistes et des musiciens, consultations des parents sur les problèmes de la création enfantine.

#### Musée régional de Rostov
Le musée régional de Rostov (Forêt de Chepkinski) comprend différents départements : zoologique, botanique, géologique et paléontologique. Les collections zoologiques présentent des animaux empaillés qui vivent dans région du Don. Les pièces les plus importantes de la collection des poissons sont les esturgeons, tels que le bélouga, l'osciètre, le sévruga, le sterlet qui vivent en mer et pondent dans les grands fleuves, surtout dans le Don.
Les espèces des steppes, parmi lesquels figurent les marmottes, les saïgas, et les espèces des forêts, tels qu’élans, cerfs, loups, renards, sangliers, complètent l’image de la faune de la région de Rostov, ainsi que de nombreux oiseaux : faisans et aigles de steppes, grues et outardes, chardonnerets et alouettes, sans compter les oiseaux chanteurs. Les représentants de la faune et de la flore inscrits dans le Livre rouge de Russie, dont 19 espèces d'oiseaux rares, trois espèces d’animaux, des insectes et des plantes endémiques, enrichissent aussi la collection du Musée.
La collection des insectes est assez considérable avec des scarabées, des libellules, des sauterelles et des papillons ramassés par un grand collectionneur et entomologiste, M. Kornélio.
Des œufs, des nœuds, des coquilles exotiques, des coraux, des moulages de champignons, des graines et des fruits des plantes sont également visibles.
L’herbier est une véritable fierté du Musée. Il montre les plantes de steppe, de forêt et de pré que l’on peut rencontrer dans la région du Don, les plantes endémiques qui poussent sur des territoires très particuliers, comme les primevères éphémères qui poussent sur l’affleurement de la craie.

#### Musée de l'amitié russo-arménienne Sourbe Khatch
Le déplacement des Arméniens de Crimée au Don a été organisé en 1778 par l'impératrice Catherine II, dans le but d'affaiblir le Khan de Crimée, d'assurer le peuplement des steppes et de soutenir l'économie du Sud. Les colons ont fondé la ville de Nakhitchevan-sur-le-Don et cinq villages, Tchaltyr, Crimée, Grands Saly, Soultan-Saly et Nesvetaï. C'était la plus grande colonie arménienne sur le territoire russe.
L'édit de Catherine II promulgué le 14 novembre 1779 accordait aux Arméniens des privilèges fiscaux qui ont favorisé l'essor économique rapide de la colonie.
En mémoire du monastère Sourbe Khatch (Sainte-Croix) abandonné en Crimée, les Arméniens ont bâti un monastère portant le même nom à 7 km de Nakitchevan. L'église Sourbe Khatch a été érigée selon le projet de l'éminent architecte russe I.E. Starov en style classique russe (1783-1792). L'église avait son imprimerie dont les éditions étaient distribuées au-delà de la région, partout où vivaient les Arméniens. On a fondé aussi un pensionnat pour les enfants issus des familles pauvres. Ni l'imprimerie, ni le pensionnat ne sont visibles de nos jours. Quant au musée, il est ouvert au grand public depuis 1972. Les matériaux de l'histoire et de la culture de la colonie de Nor Nakhitchevan démontrent la naissance, le développement et l'essor des relations de l'amitié russo-arménienne. En 1974, l'église Sourbe Khatch est classée monument d'État.

#### Musée des chemins de fer de Rostov

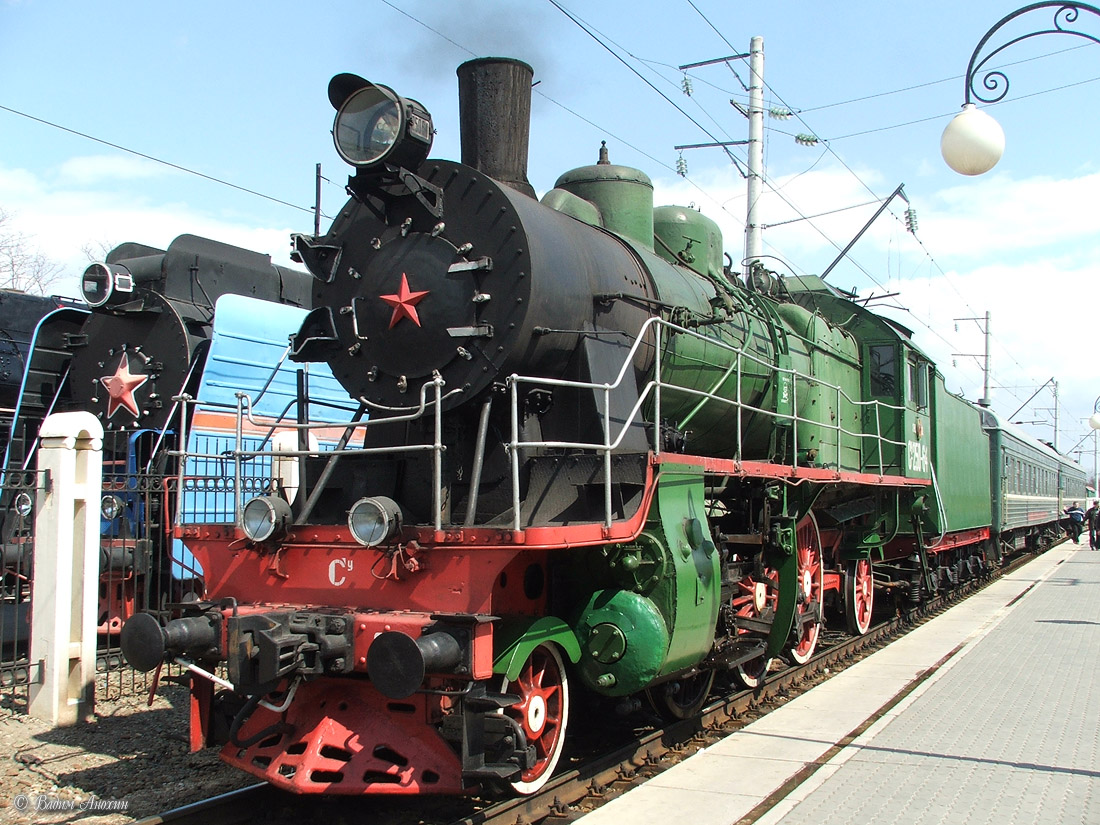
Locomotive issue de l'usine Louganskteplovoz (Лугансктепловоз) de Lougansk.

C’est le seul musée technique de Rostov consacré à la voie ferrée et au matériel fixe, c’est-à-dire aux locomotives, machines, wagons, etc. Il a été fondé en 1960.
Il est situé à l’emplacement de l’ancienne gare Gnilovskaïa. Les voies de la partie orientale ont été démantelées, tandis que la partie occidentale abrite le musée.
L’exposition comprend plus de 40 unités de technique dont 14 locomotives à vapeur (deux d’entre elles ont été fabriquées avant la Guerre), deux wagons-salons anciens, onze wagons de marchandises, sept locomotives électriques, cinq locomotives à moteur diesel, deux grues montées sur rails, un train électrique, un matériel roulant qui, en tant que trophée, a pénétré en Russie pendant la Grande Guerre patriotique, et quelques véhicules de chenilles utilisés lors de la construction et de la réparation de la voie ferrée. Des expositions sont parfois organisées dans l’ancien bâtiment de la gare. De plus, les visiteurs peuvent faire des tours Rostov-Taganrog dans un train ancien.

### Personnalités liées à la ville

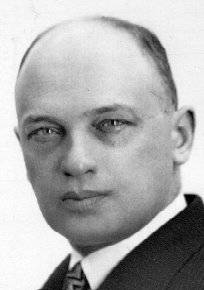
Xavier Tartakover (1887–1956).

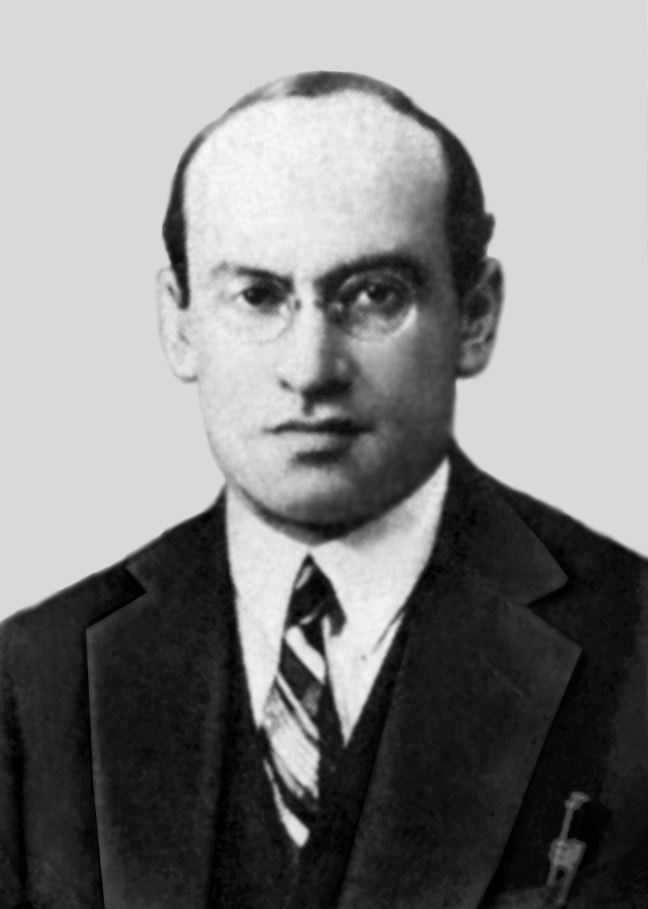
Yakov Frenkel (1894–1952).

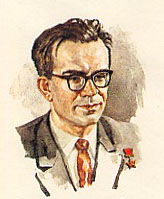
Victor Glouchkov (1923–1982).

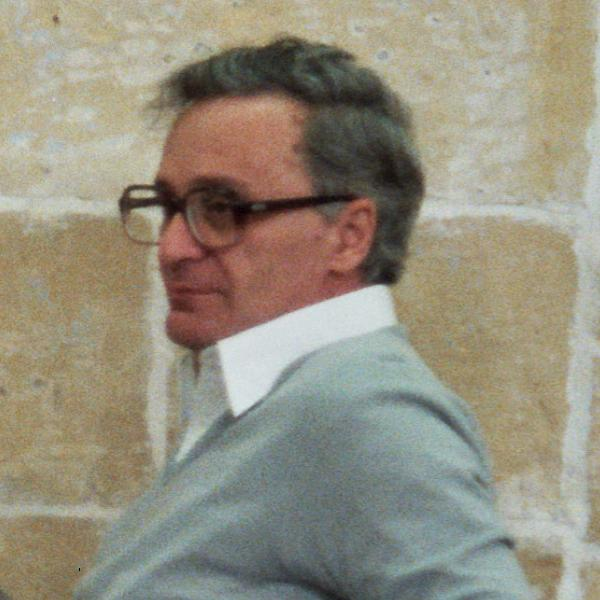
Leonid Chamkovitch (1923–2005).

- Nina Kaptsova, danseuse principale au ballet du théâtre Bolchoï
- Motorama (2005), groupe de cold wave
- Martiros Sarian (1880–1972), peintre arménien
- Mikhaïl Gnessine (1883–1957), compositeur russe et soviétique
- Alexandre Schapiro (1883–1946), militant anarchiste et syndicaliste révolutionnaire
- Sabina Spielrein (1885–1942), psychiatre et psychanalyste russe, assassinée à Rostov
- Xavier Tartakover (1887–1956), joueur d'échecs austro-polonais naturalisé français
- Efrem Zimbalist (1889–1985), violoniste, chef d'orchestre et compositeur américain d'origine russe
- Yakov Frenkel (1894–1952), physicien russe et soviétique
- Olga Spessivtseva (1895–1991), danseuse russe
- Vera Panova (1905–1973), écrivaine et scénariste soviétique
- Leonid Sedov (1907–1999), physicien soviétique spécialiste de la dynamique des fluides
- Hélène Lazareff (1909-1988), journaliste française d'origine russe
- Nikolaï Timkov (1912–1993), peintre soviétique russe
- Igor Bondarevski (1913–1979), grand maître soviétique du jeu d'échecs
- Gueorgui Fliorov (1913–1990), physicien nucléaire soviétique russe
- Alexandre Soljenitsyne (1918-2008), écrivain russe et prix Nobel de littérature
- Viktor Glouchkov (1923–1982), le père fondateur de la technologie de l'information en URSS
- Leonid Chamkovitch (1923–2005), champion d'échecs soviétique puis israélien puis américain
- Mikhaïl Simonov (1929–2011), ingénieur aéronautique russe
- Alexandre Kaïdanovski (1946–1995), acteur, réalisateur et scénariste soviétique et russe
- Lioudmila Karatchkina (1948), astronome soviétique et ukrainienne
- Konstantin Lavronenko (1961), acteur russe de cinéma
- Natalia Chapochnikova (1961-), gymnaste, double championne olympique
- Vladimir Pychnenko (1970-), champion olympique de natation
- Emmanuil Evzerikhine (1911-1984), photographe de guerre